# 三宅徳業
三宅 徳業（みやけ のりなり、1873年8月3日 - 1966年7月12日）は、日本の裁判官。行政裁判所長官。岡山県岡山市出身。

## 経歴
岡山城下の友野家に生まれ、のち、下道郡岡田村（のち吉備郡岡田村→同大備村→同真備町、現・倉敷市）の三宅家の養子となる。旧制岡山中学、第三高等中学校を経て、1896年東京帝国大学法科卒。司法官試補として京橋区裁判所に勤務し、東京区裁判所判事となり、東京地方裁判所、東京控訴院などの判事となる。1907年行政裁判所評定官、同部長兼務、1939年行政裁判所長官に就任し、1942年まで務めた。墓所は多磨霊園。

## 親族
- 三宅徳嘉（息子、仏文学者、東京都立大学、学習院大学各教授）